# Dolní Kounice
Dolní Kounice (pomnožné, německy Kanitz) jsou město v okrese Brno-venkov v Jihomoravském kraji. Rozkládají se na řece Jihlavě, na okraji Bobravské vrchoviny, 25 km jihozápadně od Brna. Jsou známé svými křesťanskými a židovskými památkami a pěstováním vína a ovocných plodů. Žije zde přibližně 2 600 obyvatel. Město je členem Mikroregionu Ivančicko.
Jedná se o vinařskou obec ve Znojemské vinařské podoblasti (viniční tratě Karlov, Kapoun, Kozí hora, Kamenný vrch, Řepná hora, Šibeniční hora, Na Nivách, Nová města).

## Název
Jméno vsi bylo utvořeno od osobního jména Kúna, což byla domácká podoba jména Konrát/Kunrát. Původní význam jména tedy byl "Kúnovi lidé". Přívlastek Dolní doložen od konce 14. století na odlišení od Horních Kounic, vzdálených 23 km západojihozápadně. Německé Kanitz bylo odvozeno z místní nářeční výslovnosti. Židovský název města v hebrejštině zní קוניץ.

## Poloha

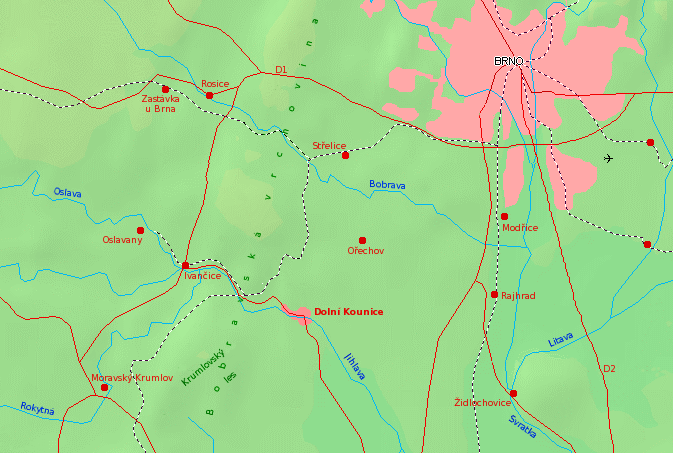
Poloha Dolních Kounic na jižním Brněnsku

Město se rozkládá na úpatí jižních výběžků Brněnské vyvřeliny, geomorfologicky v Bobravské vrchovině, východní část území se otvírá do Dyjsko-svrateckého úvalu. Řeka Jihlava je dělí na dvě části: na pravém břehu se nalézá centrum zvané Město, část na levém břehu je zvána Závodí (toto dělení je zároveň shodné s vymezením dvou volebních okrsků v Dolních Kounicích). Město se rozkládá v údolí Jihlavy, centrum se nachází u řeky, kde nadmořská výška činí kolem 195 m, zástavba však šplhá i do okolních kopců, které město obklopují – nejvyšší z nich je Šibeniční vrch s 297 m výšky na pravém břehu a vrch sv. Antonína s 260 m výšky na levém břehu. Nejvyšší bod v dolnokounickém katastru leží ve výšce 332 m n. m. a nachází se při silnici na Hlínu.
Klimaticky náležejí Dolní Kounice k velmi teplým oblastem, průměrná červencová teplota činí 20 °C, průměrné roční teploty se pohybují mezi 9 a 11 °C. Území města se nachází ve srážkovém stínu Krumlovského lesa a patří mezi nejsušší v ČR (mírně nad 400 mm srážek ročně).

## Obyvatelstvo
Na začátku 17. století měla obec 196 domů, po třicetileté válce z nich byly obydlených pouze 121. V roce 1790 měla obec 266 domů a 1582 obyvatel, v roce 1834 pak 370 domů a 2030 obyvatel.
| Rok            | 1869  | 1880  | 1890  | 1900  | 1910  | 1921  | 1930  | 1950  | 1961  | 1970  | 1980  | 1991  | 2001  | 2011  | 2021  |
| -------------- | ----- | ----- | ----- | ----- | ----- | ----- | ----- | ----- | ----- | ----- | ----- | ----- | ----- | ----- | ----- |
| Počet obyvatel | 2 967 | 2 802 | 2 928 | 3 076 | 3 300 | 3 054 | 3 130 | 2 625 | 2 661 | 2 524 | 2 322 | 2 195 | 2 306 | 2 436 | 2 385 |
| Počet domů     | 533   | 555   | 562   | 544   | 601   | 618   | 694   | 741   | 706   | 695   | 679   | 754   | 750   | 781   | 786   |

Vývoj počtu obyvatel

## Památky
- Dolní Kounice (zámek)
- Klášter Rosa coeli s kostelem Panny Marie
- Židovská čtvrť se synagogou a hřbitovem
- Poutní kaple sv. Antonína
- Kostel sv. Petra a Pavla
- Kaple sv. Fabiána a Šebestiána
- Kaple sv. Jana Křtitele

## Galerie

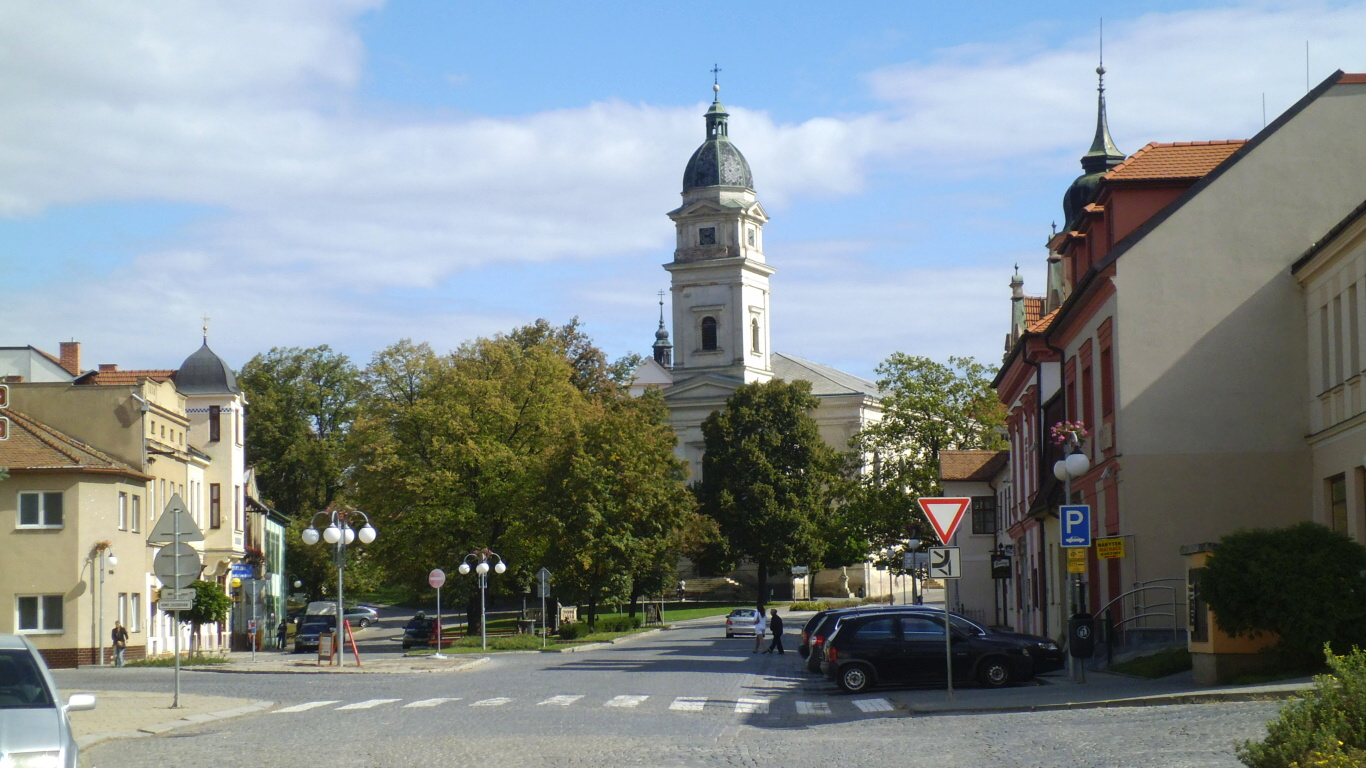
Masarykovo náměstí
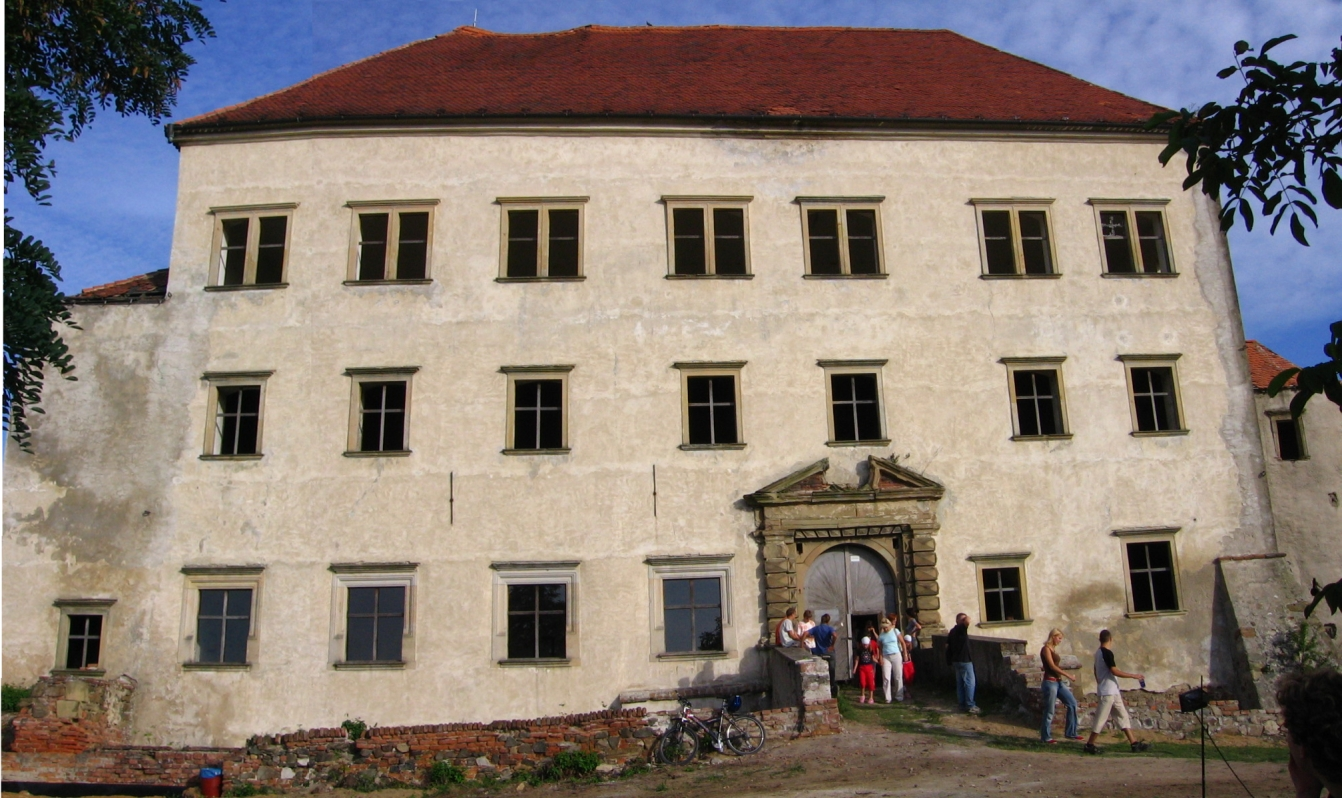
Zámek
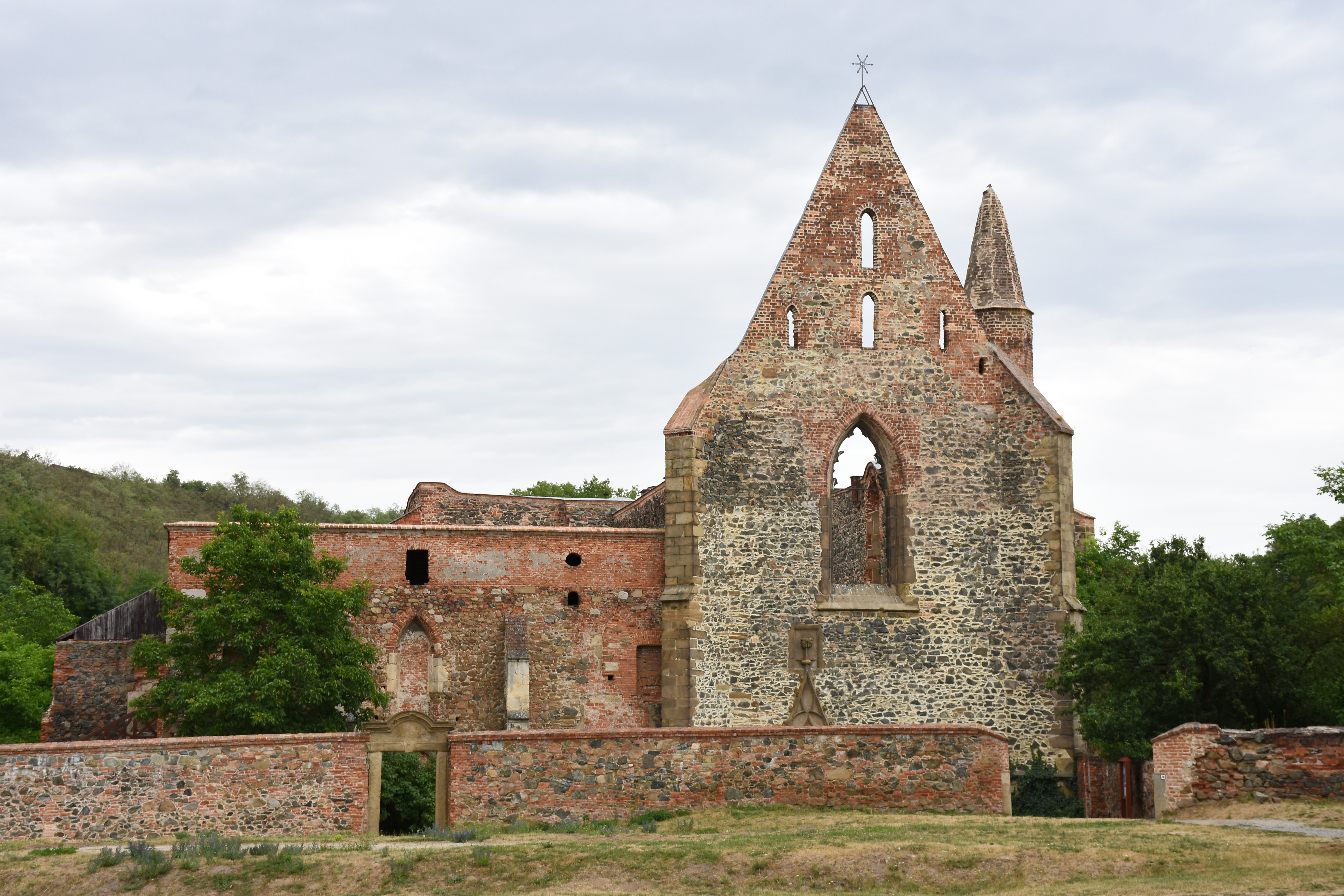
Zřícenina kláštera Rosa Coeli
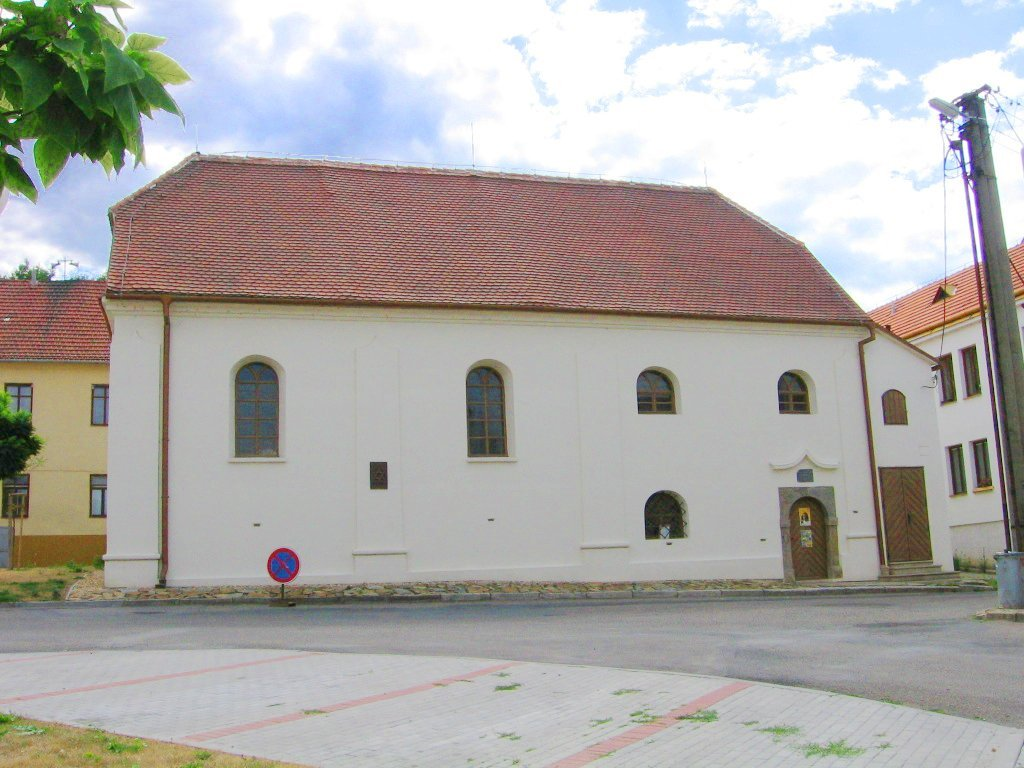
Synagoga
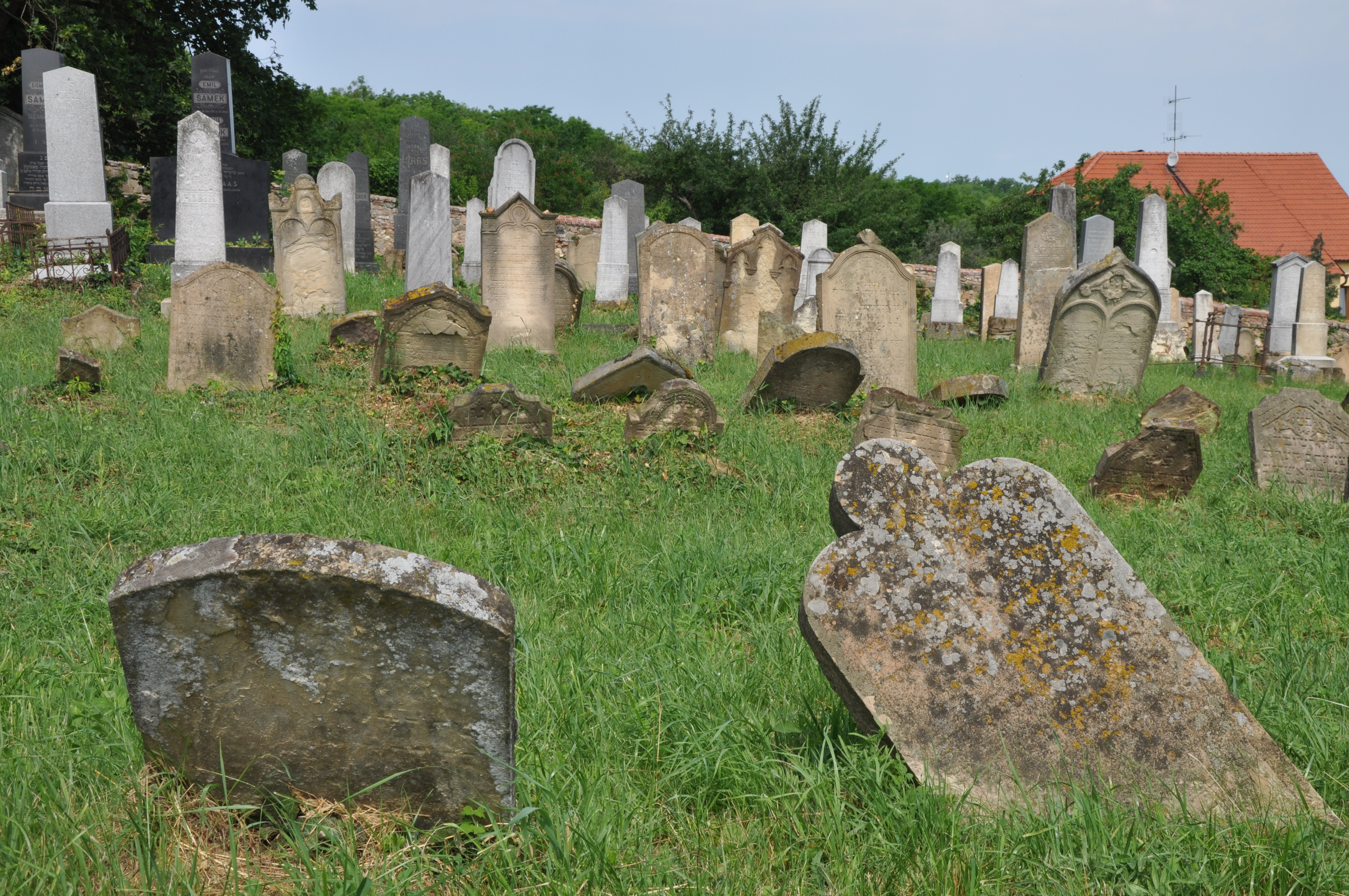
Židovský hřbitov
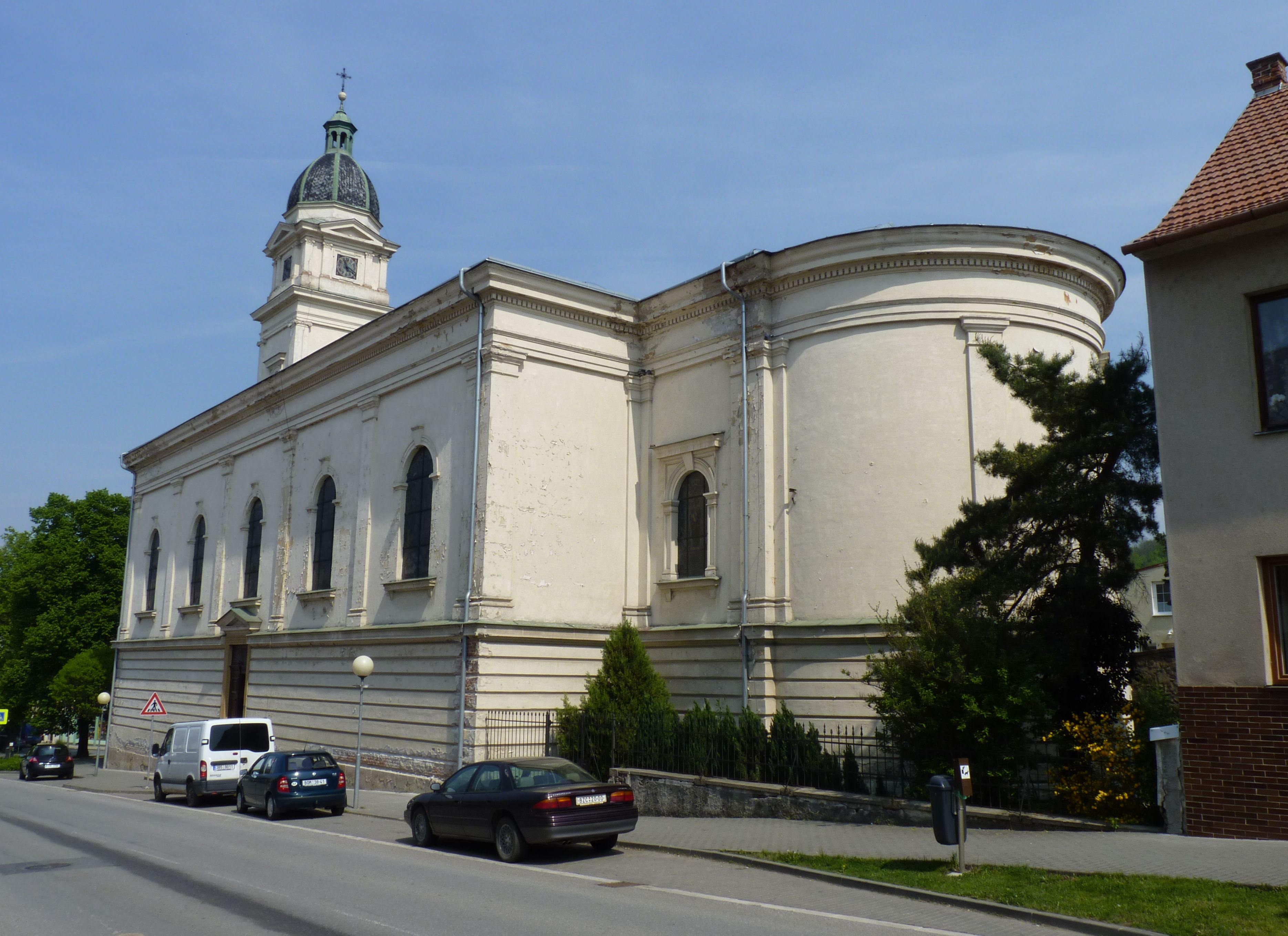
Kostel svatého Petra a Pavla

## Kultura

### Školství
Nejstarší školou v Dolních Kounicích byla škola v klášteře Rosa coeli. Škola byla určena pouze pro šlechtické dívky, které pobývaly v klášteře; dívky se učily latinu, náboženství a ruční práce. V poslední čtvrtině 13. století se Kounice z vesnice mění na městečko, je založena fara a při ní jistě existovala škola pro širší veřejnost, třebaže přímé zprávy o ní nejsou. Po zániku kláštera roku 1527 došlo k úpadku církevního a školského života v městečku, takže konšelé požádali Ferdinanda I., aby povolil bratrským správcům vést katolický kostel a faru. Ferdinand proto roku 1552 nařídil olomouckému biskupovi, aby na faru dosadil kněze, pro nedostatek katolických kněží ji skutečně získala Jednota. V té době již bratrská škola v městečku existovala, fungovala jako základní a poskytovala vzdělání i katolíkům. Velký význam pro její rozvoj měla blízkost bratrského biskupského sídla a gymnázia v Ivančicích.
V roce 1622 po nuceném odchodu bratrských kněží převzala faru i školu katolická církev. Ze 17. století je stále o škole málo informací, ale je poprvé známo její umístění – bývala v jednom domě na jižní straně dnešního Masarykova náměstí. Škola se počtem žáků stále rozrůstala, takže církevní vizitace roku 1819 konstatovala, že prostorově nevyhovuje, a vyzvala k vybudování nové školy. Po dlouhých letech hledání vhodného stavebního místa byla vystavěna nová budova v Tovární ulici roku 1831. I tato škola brzy přestala kapacitně dostačovat, takže byla přistavěna další budova nad školní zahradou v ulici U Sboru (tato budova slouží svému účelu dodnes). Do roku 1780 se ve škole učilo výhradně česky, od té doby do 1907 i německy. V židovské čtvrti byla samostatná škola, doložená nejdříve 1751. Na nátlak místních Němců byla roku 1903 (i pro klesající počet žáků) zrušena a její žáci přešli do nově zřízené Německé lidové školy, která si vybudovala novou školní budovu na Hlavní ulici. Po roce 1918 počet žáků silně poklesl a škola byla 1921 zrušena (obnovena na přechodnou dobu 1939–1945). Před první světovou válkou vznikla i německá mateřská škola, proto byla v Jiráskově ulici zřízena také česká mateřská škola.
V obci v současnosti poskytuje elementární vzdělání ZŠ Dolní Kounice, otevřena 4. září 1910. Škola má devět ročníků, vlastní jídelnu, školní družinu a přibližně 300 žáků.

### Hody
V roce 2014 došlo v Dolních Kounicích po více než 40 letech k navázání na tradici Svatováclavských hodů. První obnovené hody, které organizuje spolek Dolnokounické hody, probíhaly od 26. do 27. září toho roku na Mlýnském náměstí a v Kulturním domě.

## Sport

### Fotbal
Od roku 1921 sídlí v Dolních Kounicích fotbalový klub SK Dolní Kounice. Největších úspěchů dosáhl na přelomu tisíciletí, kdy se stal nejprve na několik let účastníkem Moravskoslezské fotbalové ligy a v sezoně 2002/2003 dokonce účastníkem 2. ligy, tj. druhé nejvyšší fotbalové ligy v České republice. Klub využívá stadion v Zámecké ulici s kapacitou více než 500 míst k sezení.
Mimo Sportovní klub Dolní Kounice působil v Dolních Kounicích v letech 1928-1929 také další fotbalový klub, a to Rudá hvězda Dolní Kounice.

### Vodní sporty
Tělovýchovná organizace Vodní sporty Dolní Kounice vznikla v roce 1951 jako součást TJ Sokol, v roce 1967, došlo k jejímu osamostatnění.
Členové Vodních sportů Dolní Kounice dosáhli několika výrazných úspěchů, mj. dvě stříbrné medaile Františka Kadaňky na Mistrovství světa ve vodním slalomu 1969 ve Francii a jeho start na Letních olympijských hrách 1972 či zisk titulu juniorského mistra světa Petrem Šarounem. Deblkanoisté Petr Veselý a Marek Rygel získali od roku 2014 řadu medailí ve sjezdu na divoké vodě na MS a ME.

## Osobnosti

### Rodáci
- Jan Bílý (1819–1888), katolický kněz a politik
- Antonín Brabec (1946–2017), vodní slalomář, stříbrný a bronzový medailista na několika mistrovstvích světa, olympionik
- Josef Cipr (1881–1956), literát a satirik
- Gotthard (Eliezer) Deutsch (1859–1921), rabín a znalec židovských dějin
- Jan Helcelet (1812–1876), přírodovědec, profesor olomoucké univerzity, revolucionář (1848)
- Lucie Holíková (* 1993), modelka a Miss
- František Kadaňka (* 1944), vodní slalomář, stříbrný a bronzový medailista na několika mistrovstvích světa, olympionik
- Milan Kocourek (* 1987), běžec, vícenásobný mistr ČR v běhu na 1500 m, 3000 m, 5000 m a v přespolním běhu
- Lucie Kovandová (* 1993), modelka, Česká Miss World pro rok 2013
- Josef Kratochvíl (1882–1940), filozof a pedagog
- Jaromír Ondráček (1931–2003), archeolog, který se zabýval závěrem doby kamenné a počátkem doby bronzové
- Jan Pilař (1933–2013), loutkoherec a divadelní režisér[14]
- Alois Schwarz (1854–1928), chemik
- Jindřich Svoboda (1909–2001), výtvarník a umělecký knihař
- Petr Veselý (* 1976), kanoista, mistr světa ve sjezdu na divoké vodě z roku 2014

### Další
- Bruno Kreisky (1919–1990), rakouský sociálnědemokratický politik a státník, pocházeli odsud jeho rodiče a jsou zde pohřbeni jeho předkové
- Antonín Otta (* 1957), vinař a archeolog, od dětství zde žil a učinil na Dolnokounicku významné nálezy[15]
- Marek Rygel (* 1989), kanoista, odchovanec zdejšího oddílu, mistr světa ve sjezdu na divoké vodě z roku 2014
- Jaroslav Skryja (1895–1942), sokolský činovník a odbojář popravený nacisty, působil zde jako učitel

## Partnerská města
- Azay-le-Brûlé (Francie)
- Caprese Michelangelo (Itálie)